# Woskowice Małe
Woskowice Małe (deutsch Lorzendorf, auch Klein Lorzendorf) ist eine Ortschaft in Niederschlesien. Der Ort liegt in der Gmina Namysłów im Powiat Namysłowski in der Woiwodschaft Oppeln in Polen.

## Geographie

### Geographische Lage
Das Straßendorf Woskowice Małe liegt 15 Kilometer nordöstlich der Gemeinde- und Kreisstadt Namysłów (Namslau) sowie 67 Kilometer nördlich der Woiwodschaftshauptstadt Opole (Oppeln). Nördlich des Ortes liegt die Grenze zur Woiwodschaft Großpolen. Diese bildete bis 1939 die Grenze zwischen Polen und dem Deutschen Reich. 
Der Ort liegt in der Nizina Śląska (Schlesische Tiefebene) innerhalb der Równina Oleśnicka (Oelser Ebene). Woskowice Małe liegt in einer ländlich geprägten Umgebung. Um den Ort herum befinden sich zahlreiche Felder und kleine Wälder. Im Dorf selbst gibt es einen kleinen Weiher. Durch den Ort fließt die Maliniec.

### Nachbarorte
Nachbarorte von Woskowice Małe sind im Süden Strzelce (Strehlitz), im Westen Bukowa Śląska (Buchelsdorf), im Norden Dworzyszcze (Vorwerk Carlshof) und im Osten Woskowice Górne (Hennersdorf).

## Geschichte

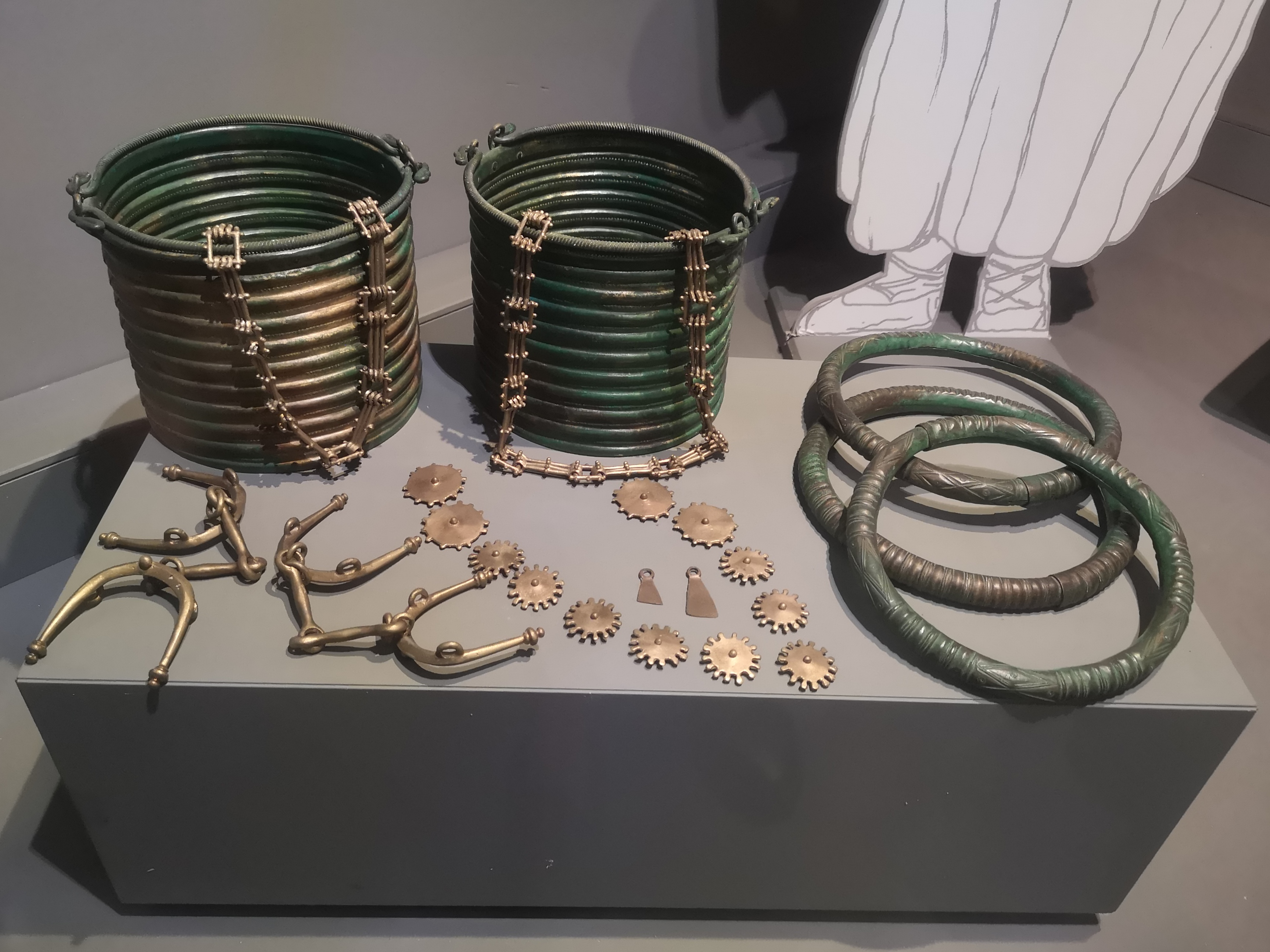
Hort von Woskowice Małe

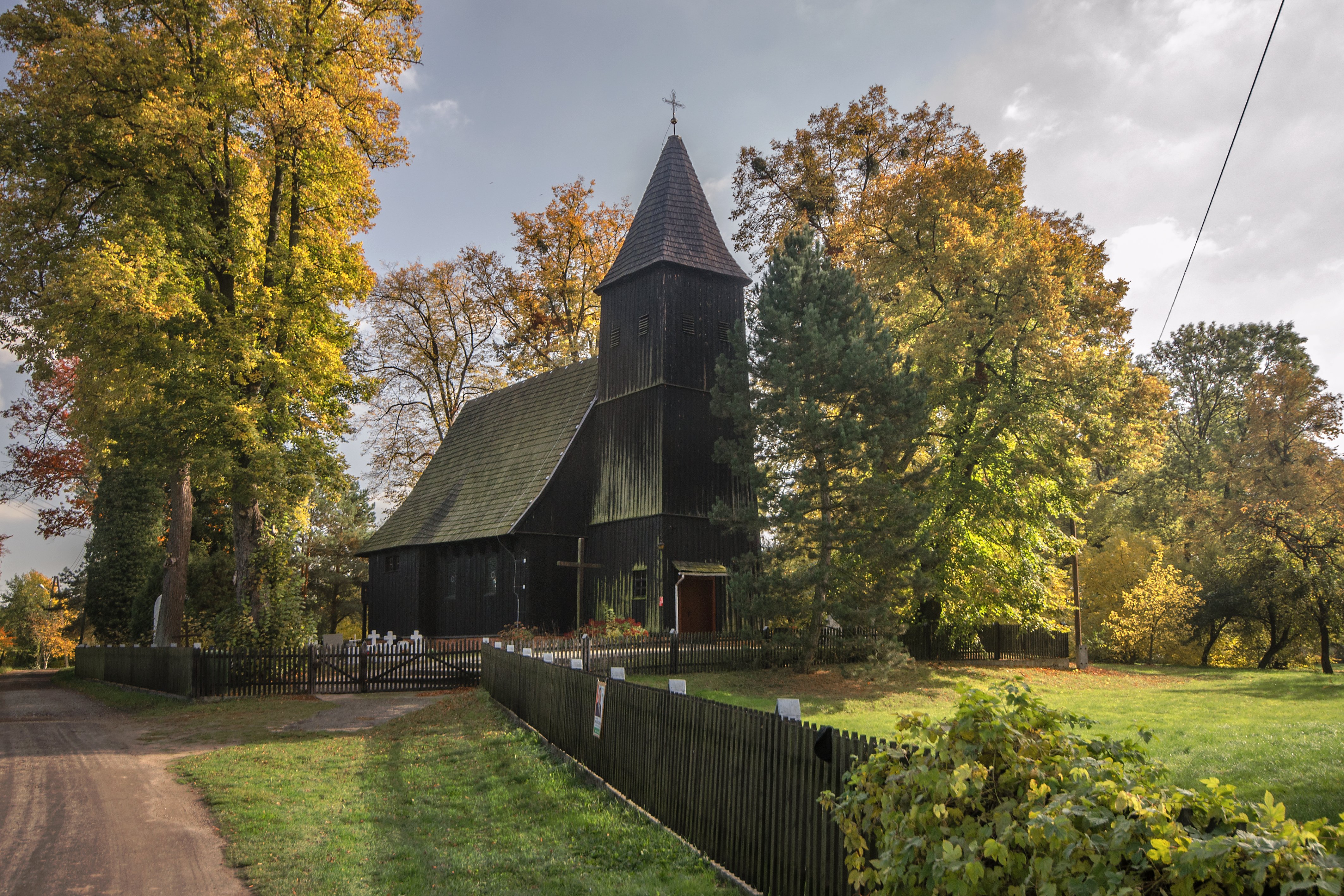
Pfarrkirche St. Lorenz

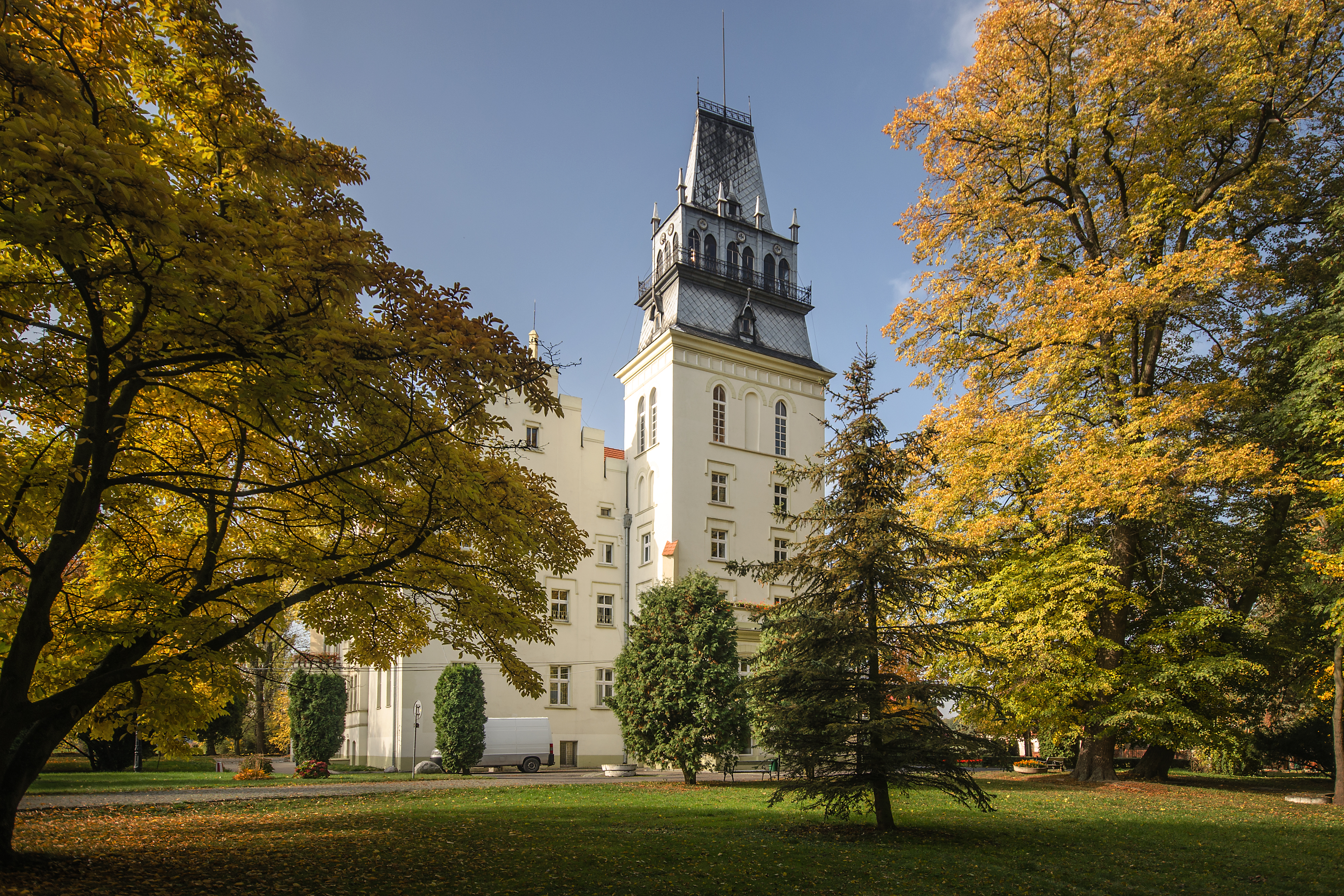
Schloss Lorzendorf

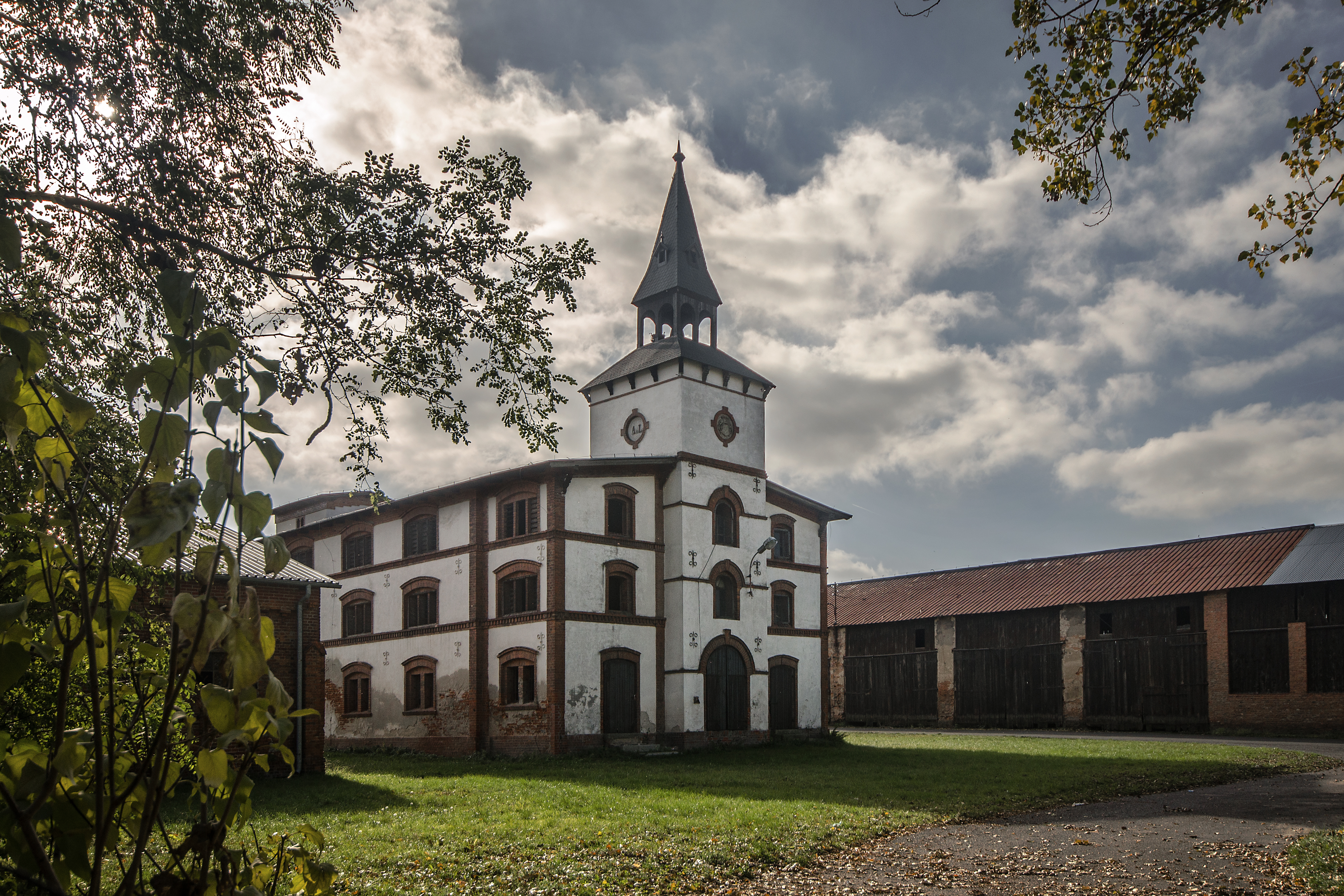
Kornspeicher

Die Gegend rund um Lorzendorf war bereits zur Bronzezeit besiedelt. 1926 wurden bei Lorzendorf Funde aus Bronze entdeckt. Dazu gehörten Eimer, Halsringe und Armspiralen.
Der Ort wurde erstmals 1201 in einem Dokument von Papst Innozenz III. erwähnt. Zu dieser Zeit befand er sich im Besitz der Familie von Spiegel. Der Name „Lorzendorf“ leitet sich von dem Namen des Heiligen Laurentius von Rom ab, dem die Pfarrkirche gewidmet ist. 1353 wurde der Ort als Lorenczendorf erwähnt.
Ende des 16. Jahrhunderts gehörte er dem Adligen Joachim von Neefe und Obischau, der 1611 starb und somit das Gut in den Besitz von Adam von Frankenberg-Proschlitz und nach dessen Tod 1650 der Familie von Frankenberg überging. Nach dem Ersten Schlesischen Krieg 1742 fiel Lorenzdorf mit dem größten Teil Schlesiens an Preußen. 1763 wurde ein Schulhaus errichtet. Bis 1768 blieb das Gut im Besitz der Familie, als es die Familie von Goltzów erhielt. 1790 wechselte es dann zur Familie Kalckreuth, wo es bis 1829 blieb und schließlich vom Adligen Johann Heinrich von Loesch erworben wurde. Dessen Familie behielt das Land bis zum Zweiten Weltkrieg, nach dem es verstaatlicht wurde. 
Nach der Neuorganisation der Provinz Schlesien gehörte die Landgemeinde Lorzendorf ab 1816 zum Landkreis Namslau im Regierungsbezirk Breslau. 1845 bestanden im Dorf zwei Vorwerk, eine katholische Kirche, eine katholische Schule, eine katholische Schule, zwei Wassermühlen, eine Ziegelei und 33 Häuser. Im gleichen Jahr lebten in Lorzendorf 1194 Menschen, davon 568 katholisch und 7 jüdisch. 1874 wurde der Amtsbezirk Lorenzdorf gegründet, welcher die Landgemeinden Lorzendorf und Proschau und den Gutsbezirk Lorzendorf umfasste.
Mit der Wiedergründung des polnischen Staates nach dem Ersten Weltkrieg wurde das nördliche liegende Reichthaler Ländchen Polen zugeordnet. Lorzendorf verblieb beim Deutschen Reich, wurde jedoch zu einem Grenzort. 1933 zählte Lorzendorf 513 sowie 1939 503 Einwohner. Bis 1945 gehörte der Ort zum Landkreis Namslau.
1945 kam der bisher deutsche Ort unter polnische Verwaltung, wurde in Woskowice Małe umbenannt und der Woiwodschaft Schlesien angeschlossen. 1950 wurde Woskowice Małe der Woiwodschaft Oppeln zugeteilt. In den 1960er Jahren wurde das Herrenhaus in Woskowice Małe in ein Drogentherapiezentrum umgewandelt. 1999 wurde es Teil des wiedergegründeten Powiat Namysłowski.

## Sehenswürdigkeiten

### St.-Laurentius-Kirche
Die Pfarrkirche St. Laurentius (poln. Kościół św. Wawrzyńca) wurde erstmals 1417 in einer Urkunde erwähnt. Mitte des 16. Jahrhunderts hielt die Reformation Einzug in Lorzendorf und die Kirche wurde protestantisch. 1654 wurde der Kirchenbau rekatholisiert. Aus einem Dokument von 1666 geht hervor, dass sich in dem Ort eine hölzerne Kirche mit einem Turm und einer bemalten Decke befindet. Die heutige, ebenfalls hölzerne Kirche wurde 1711 errichtet und dem heiligen Laurentius von Rom geweiht. Das Kirchenschiff ist fast quadratisch und ist im Gegensatz zum Turm, der in Pfahlkonstruktionsweise gebaut wurde, eine Kammkonstruktion. In der Kirche befinden sich zahlreiche neobarocke Kunstgegenstände und alte Wandmalereien. So stammt etwa die Kanzel aus dem 17. Jahrhundert, der Hauptaltar und das Taufbecken aus dem frühen 18. Jahrhundert und die Einrichtung und eine Mariendarstellung aus dem frühen 19. Jahrhundert. Weiterhin befinden sich in der Kirche eine Christusdarstellung aus der 1. Hälfte des 18. Jahrhunderts und eine 1840 gebaute Orgel, die 1897 das letzte Mal erneuert wurde. Bemerkenswert ist auch die Glocke aus dem Jahre 1593.
Der Kirchenbau steht seit 1965 unter Denkmalschutz.

### Schloss Lorzendorf
Das Gelände, auf dem das Schloss Lorzendorf (poln. Pałac Woskowice Małe) steht, wurde bereits im 17. Jahrhundert bebaut. Der heutige Bau wurde 1800 auf dem Fundament des vorherigen Hauses errichtet und 1872–74 von der Familie von Loesch erweitert. Der letzte Umbau geht auf das Jahr 1912 zurück, bei dem das Haus seinen heutigen neogotischen Stil erhielt. Das Haus hat einen rechteckigen Grundriss mit einem Turm im Osten. Bemerkenswert ist auch der Kornspeicher (Schüttboden genannt) im Hof, der auf das Jahr 1894 zurückgeht. In den 1960er Jahren wurde das Herrenhaus in ein Drogentherapiezentrum umgewandelt. Die Schriftstellerin Maria Frise (geb. 1926) wuchs in diesem Herrenhaus auf. Der Schlossbau steht seit 1965 unter Denkmalschutz.

### Weitere Sehenswürdigkeiten
- Denkmal für die Gefallenen des Ersten Weltkriegs
- Dorfteich

## Persönlichkeiten
- Maria Frisé (1926–2022), deutsche Journalistin und Schriftstellerin, lebte auf Schloss Lorzendorf